# Technologie dans Doctor Who
 (mars 2014).
Si vous disposez d'ouvrages ou d'articles de référence ou si vous connaissez des sites web de qualité traitant du thème abordé ici, merci de compléter l'article en donnant les références utiles à sa vérifiabilité et en les liant à la section « Notes et références ».
Cet article dresse une liste exhaustive des différentes technologies et gadgets utilisés dans la série télévisée de science-fiction britannique Doctor Who.

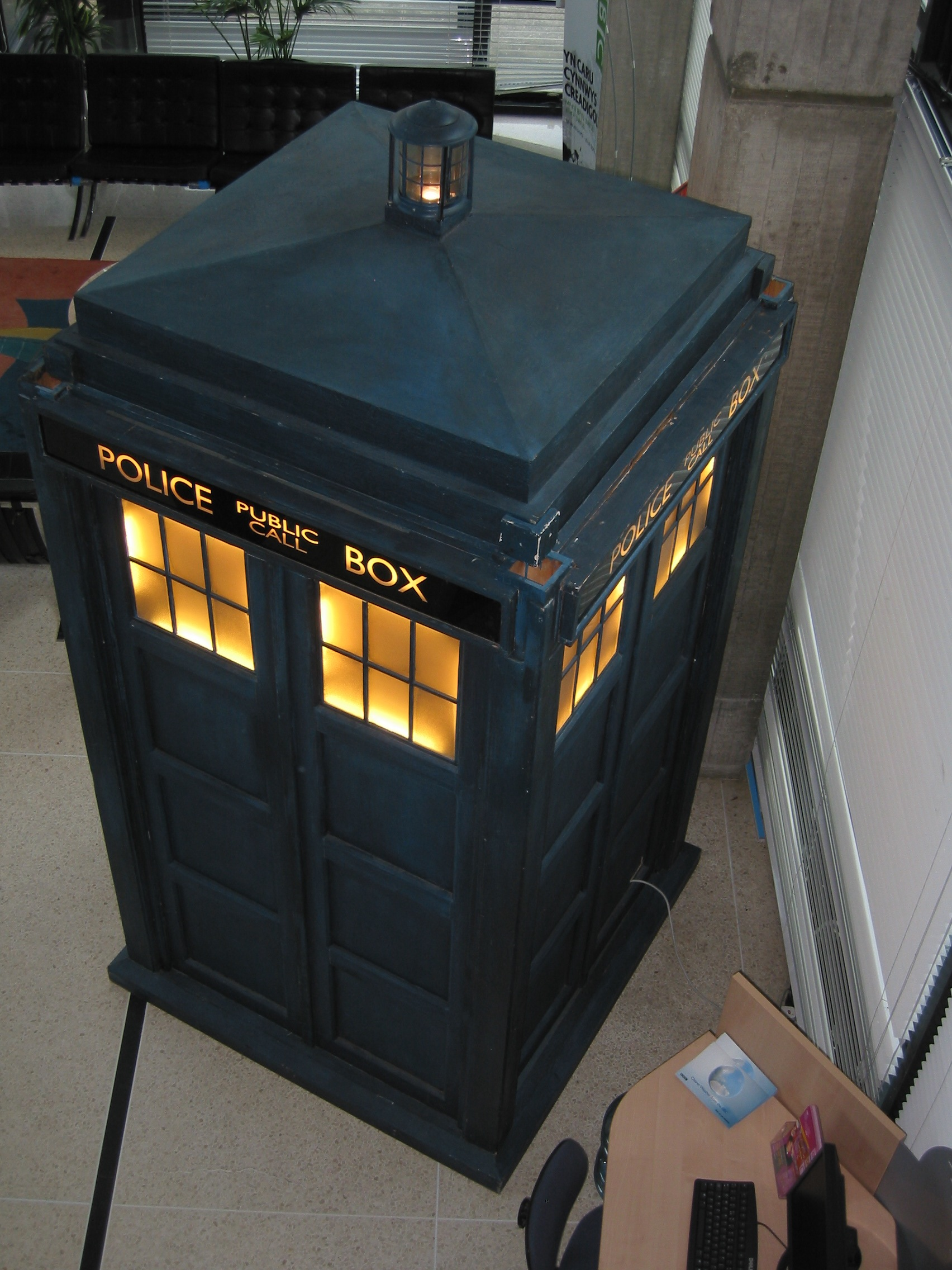
Technologie présente dans Doctor Who : le TARDIS

- Haut – A
- B
- C
- D
- E
- F
- G
- H
- I
- J
- K
- L
- M
- N
- O
- P
- Q
- R
- S
- T
- U
- V
- W
- X
- Y
- Z

## A
- Arche de Genesis
- Réseau Arcange
- Anti-plastique
- Arme laser

## B
- Bessie
- Blaster sonique
- Bazoolium
- Bombe Dalek

## C
- Couteau sonique
- Cyber-gun
- Cyber-bombe
- Canne sonique
- Caméléoniseur
- Communicateur Oods
- Compression Tissulaire
- Circuit Caméléon
- Chair vivante
- Cyberman non-organique
- Cybermat
- Cybermite
- Cyber-implant

## D
- Dalekanium

## F
- Filtre de perception
- Fusil anti-régénération

## L
- Lance sonique
- Lunettes 3D (Dixième Docteur)
- Lunettes Sonique (Douzième Docteur)

## M
- Mr Smith
- Moto Antigravité
- Montre à gousset
- Machine à Paradoxe
- Moment (Le)
- Manipulateur de Vortex

## O
- Œil de l'harmonie

## P
- Papier Psychique
- Pandorica

## R
- Rouge à lèvres sonique
- Rouge à lèvres hallucinogène

## S
- Scooter Vespa
- Steyr-Daimler-Puch Haflinger 700 AP 4x4 (véhicule plateau[Quoi ?])
- Sonde sonique
- Stylo sonique
- Système de téléportation Sontarien

## T
- TARDIS
- Tournevis sonique
- Truelle Sonique (River Song)

## V
- Valiant

## W
- Whomobile